# 托羅羅區
托羅羅區是非洲中部國家烏干達的111個區之一，由東部區負責管轄，首府是托羅羅，東面與鄰國肯尼亞接壤，主要的經濟產業是農業，2010年人口估計為493,300。

## 外部連結
- American Jewish World Service collaboration with UORDP
- Tororo District Homepage （页面存档备份，存于）

00°45′N 34°05′E / 0.750°N 34.083°E